# Albiano
Albiano és un municipi italià, dins de la província de Trento. L'any 2007 tenia 1.487 habitants. Limita amb els municipis de Cembra, Civezzano, Fornace, Giovo, Lisignago, Lona-Lases i Trento

## Administració
| Període | Identitat          | Partit        |
| ------- | ------------------ | ------------- |
| 2008-   | Giuliano Ravanelli | Llista cívica |